# Molly Ephraim
Molly Ephraim (Filadelfia, 22 maggio 1986) è un'attrice statunitense.
È nota per avere interpretato il ruolo di Mandy Baxter nella serie televisiva L'uomo di casa. È stata inoltre protagonista del film Paranormal Activity 2 ed è apparsa anche nel quinto film della serie Il segnato.

## Biografia
Nata a Filadelfia, Molly Ephraim è cresciuta nella contea di Bucks, debuttando da professionista già all'età di 13 anni in una serie di produzione teatrali locali a New Hope. Nel 2008 ha conseguito il Bachelor of Arts in scienze religiose presso l'Università di Princeton. Ephraim è cresciuta in una famiglia di religione ebraica.

### Carriera
Formatasi come attrice teatrale, nel 2002 Ephraim ha debuttato a Broadway interpretando il ruolo di Cappuccetto Rosso nel revival di Into the Woods, per il quale ha ricevuto una candidatura al Drama League Award. Successivamente, nel 2004, ha recitato anche nel revival di Fiddler on the Roof; l'attrice è apparsa anche in produzioni Off-Broadway.
Parallelamente, nel 2008 Molly Ephraim fa la sua prima apparizione cinematografica con il film In viaggio per il college distribuito da Walt Disney Pictures. Fa delle brevi apparizioni pure in alcune serie televisive come Law & Order (2008) e Royal Pains (2009). Nel 2010 interpreta il ruolo di Ali Rey nel film Paranormal Activity 2, e l'anno seguente entra a far parte del cast della serie televisiva ABC L'uomo di casa, interpretando il ruolo della figlia secondogenita di Mike (Tim Allen) e Vanessa Baxter (Nancy Travis) che la renderà nota al grande pubblico. Nel 2014 compare nuovamente nella saga di Paranormal Activity con Il segnato, quinto film della serie.

## Filmografia

### Cinema
- In viaggio per il college (College Road Trip), regia di Roger Kumble (2008)
- Paranormal Activity 2, regia di Tod Williams (2010)
- Il segnato (Paranormal Activity: The Marked Ones), regia di Christopher B. Landon (2014)
- Gravy, regia di James Roday (2015)
- The Front Runner - Il vizio del potere (The Front Runner), regia di Jason Reitman (2018)

### Televisione
- Hench at Home, regia di John Fortenberry – film TV (2003)
- Law & Order - I due volti della giustizia (Law & Order) – serie TV, episodio 18x10 (2008)
- Royal Pains – serie TV, episodio 1x09 (2009)
- The Wonderful Maladys, regia di Alan Taylor – film TV (2010)
- L'uomo di casa (Last Man Standing) – serie TV, 130 episodi (2011-2018)
- It Could Be Worse – miniserie TV, 1 puntata (2014)
- Halt and Catch Fire – serie TV, 5 episodi (2017)
- Brockmire – serie TV, 5 episodi (2017)
- Perry Mason – serie TV, 9 episodi (2020-2023)
- Ragazze vincenti - La serie (A League of Their Own) – serie TV, 8 episodi (2022)
- The Paper – serie TV (2025)

## Doppiatrici italiane
Nelle versioni in italiano delle opere in cui ha recitato, Molly Ephraim è stata doppiata da:
- Veronica Puccio in L'uomo di casa, The Front Runner - Il vizio del potere, Ragazze vincenti - La serie
- Perla Liberatori in In viaggio per il college
- Giulia Tarquini in Paranormal Activity 2
- Mattea Serpelloni ne Il segnato
- Chiara Francese in Halt and Catch Fire
- Irene Trotta in Perry Mason